# Hemimyzon yaotanensis
Hemimyzon yaotanensis és una espècie de peix de la família dels balitòrids i de l'ordre dels cipriniformes que es troba a Sichuan (Xina).